# Andrés Luis Cañadas Machado
Andrés Luis Cañadas Machado, (Las Palmas de Gran Canaria, 21 de junio de 1941-Jerez de la Frontera, 16 de septiembre de 2024) fue un periodista español.

## Biografía
Nació en Las Palmas de Gran Canaria en 1941. Tras diplomarse en Dirección y Administración de Empresa en la ESADE, y en Management & Business Administration for the International Social Science Council en la UNESCO, ocupó diversos cargos de dirección en la Cadena COPE y en Popular TV. 
Concretamente fue: 
- Director  de Radio Popular de Vigo (1965-1968)
- Director general COPE (1981-1982)
- Director Radio Popular de Jerez (1968-1993),
- Director COPE de Sevilla (1993-2004),
- Director regional Cadena COPE en Andalucía (1993-2006)
- Director Popular TV, de Sevilla (2001-2004).

Compatibilizó su actividad periodística con su labor docente en la Escuela de Negocios de Jerez (1993-1995); en la Universidad de Sevilla, a través del máster de Gestión de Empresas Audiovisuales (2003-2006); y como profesor invitado de la asignatura "Periodismo, religión y sociedad" de la Facultad de la Comunicación de la Universidad Hispalense (2004-2008).

## Asociaciones a las que perteneció
- Presidente de la Asociación de la Prensa de Jerez (1992-1996),
- Secretario General de la Federación de las Asociaciones de la Prensa de Andaluza
- Socio de Honor de la Asociación para el Progreso de la Comunicación
- Socio de la Asociación de la Prensa de Sevilla
- Académico de número y Secretario de la Real Academia San Dionisio de Ciencias, Artes y Letras, de Jerez
- Miembro del Centro de Estudios Históricos Jerezano.
- Socio fundador del Cine-Club Popular de Jerez y de la Asociación de Belenistas de Jerez.
- Presidente de Honor  de la Hermandad de Donantes de Sangre, de Jerez
- Miembro de Honor de la Asociación Alfonso X el Sabio, de Sevila

## Premios
- Hijo Adoptivo de Jerez de la Frontera
- Medalla de Plata "Manuel Alonso Vicedo", de la Federación Andaluza de Fútbol
- Diploma a la Eficacia Profesional de los Oscars de Oro de la Comunicación
- Premio "José Manuel Ruz Infante", de la emisora Onda Cero de Jerez
- Premio Gota a gota, por la Fundación Cajasol, 2022

## Obra
- "Dejadme ser Obispo a  mi manera". Biografía Rafael Bellido Caro, primer Obispo de Jerez. Asociación Obispo Don Rafael Bellido. Jerez, 2009.
- Radio Vida en el recuerdo de Sevilla. Vol. 12,  Pliegos de Información. Ed. Universidad de Sevilla. Sevilla.
- "Historia sonora de Jerez", KBA ediciones, Jerez, 2016.
- "Historia de la Real Academía de San Dionisio de Jerez de la Frontera", 1948-2018, KBA ediciones, Jerez, 2019.